# Nuthe-Urstromtal
Nuthe-Urstromtal (letteralmente: "valle glaciale della Nuthe") è un comune di 6 663 abitanti del Brandeburgo, in Germania.

Appartiene al circondario del Teltow-Fläming.
Non esiste alcun centro abitato denominato "Nuthe-Urstromtal": si tratta pertanto di un comune sparso.

## Storia
Il comune di Nuthe-Urstromtal fu creato il 20 settembre 1993 dalla fusione dei comuni di Berkenbrück, Dobbrikow, Dümde, Felgentreu, Frankenförde, Gottow, Hennickendorf, Holbeck, Jänickendorf, Kemnitz, Lynow, Märtensmühle, Nettgendorf, Ruhlsdorf, Scharfenbrück, Schönefeld, Schöneweide, Stülpe, Woltersdorf e Zülichendorf.
Il nuovo comune prese il nome dal fiume Nuthe (Nuthe-Urstromtal, in lingua tedesca, significa "valle glaciale della Nuthe").

## Società

### Evoluzione demografica
- Sviluppo della popolazione dal 1875 entro gli attuali confini (Linea Blu: Popolazione; Linea puntata: Confronto dello sviluppo della popolazione dello Stato del Brandenburgo; Sfondo grigio: Ai tempi del governo nazista; Sfondo rosso: Al tempo del governo comunista)
- Sviluppo recente della popolazione (Linea blu) e previsioni

| Anno | Abitanti |
| ---- | -------- |
| 1875 | 7 171    |
| 1890 | 7 238    |
| 1910 | 7 516    |
| 1925 | 7 594    |
| 1939 | 8 108    |
| 1950 | 10 284   |
| 1964 | 8 287    |

| Anno | Abitanti |
| ---- | -------- |
| 1971 | 8 025    |
| 1981 | 7 543    |
| 1985 | 7 325    |
| 1990 | 7 047    |
| 1995 | 7 148    |
| 2000 | 7 371    |
| 2005 | 7 165    |

| Anno | Abitanti |
| ---- | -------- |
| 2010 | 6 790    |
| 2015 | 6 703    |
| 2016 | 6 623    |
| 2017 | 6 578    |
| 2018 | 6 603    |
| 2019 | 6 564    |
| 2020 | 6 565    |

Fonti dei dati sono nel dettaglio nelle Wikimedia Commons..

## Geografia antropica

### Suddivisioni amministrative
Il territorio comunale comprende 23 centri abitati (Ortsteil):
- Ahrensdorf
- Berkenbrück
- Dobbrikow
- Dümde
- Felgentreu
- Frankenförde
- Gottow
- Gottsdorf
- Hennickendorf
- Holbeck
- Jänickendorf
- Kemnitz
- Liebätz
- Lynow
- Märtensmühle
- Nettgendorf
- Ruhlsdorf
- Scharfenbrück
- Schönefeld
- Schöneweide
- Stülpe
- Woltersdorf
- Zülichendorf